# 舞鶴拘置支所
舞鶴拘置支所（まいづるこうちししょ）は、京都府舞鶴市に所在する京都刑務所所管の刑事施設である。
京都府北部では唯一の拘置所となる。

## 所在地
- 京都府舞鶴市円満寺八丁

## 最寄り駅
- JR舞鶴線西舞鶴駅
- 京都丹後鉄道西舞鶴駅

## 組織
支所長以下、1課1部門を擁する施設である。
- 庶務課（会計係、領置係、名籍係、食料係）
- 処遇部門